# توم باترسون (صحفي)
توم باترسون هو صحفي كندي، ولد في 11 يونيو 1920 في ستراتفورد في كندا، وتوفي في 23 فبراير 2005 في تورونتو في كندا.